# Gabriele Krone-Schmalz

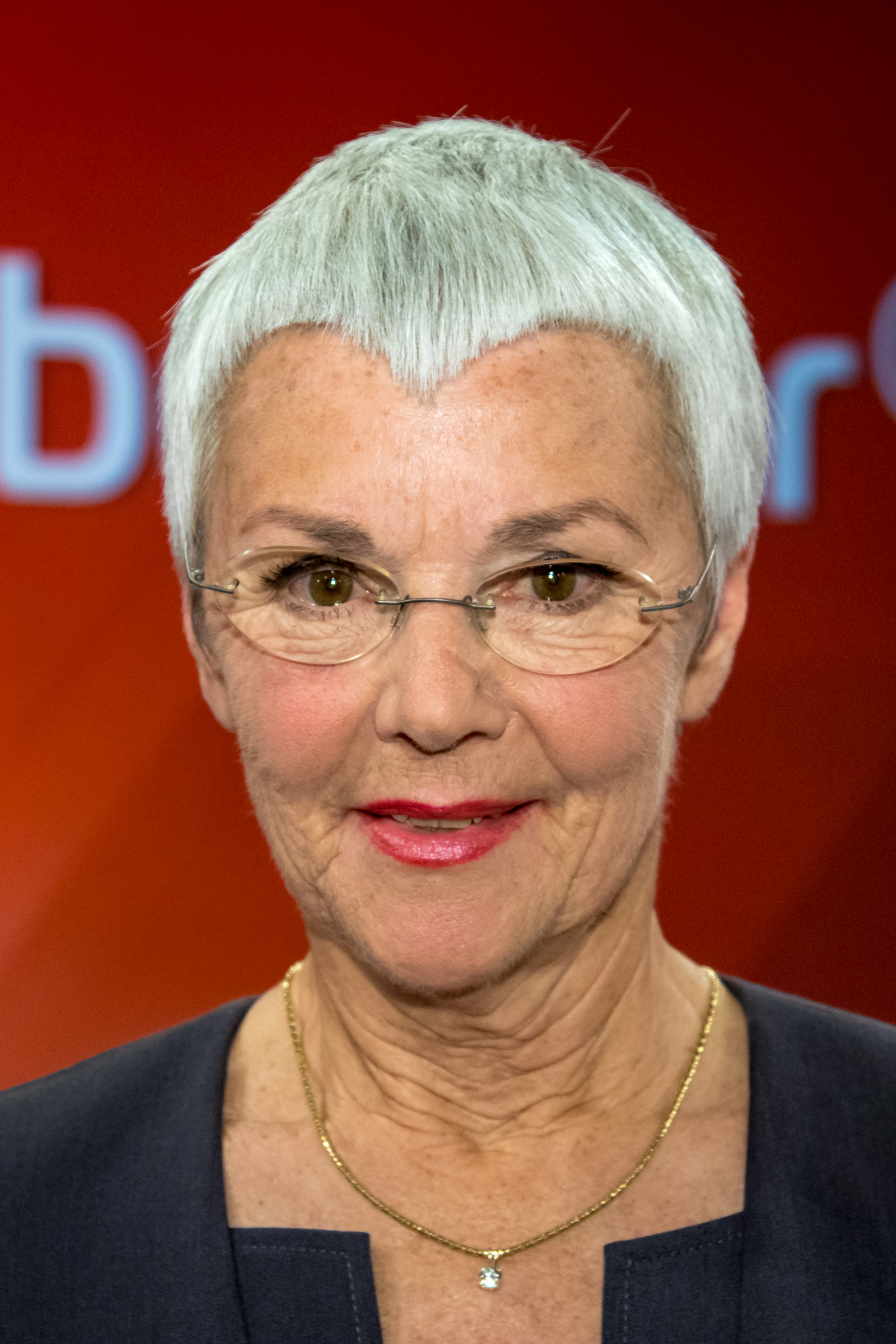
Gabriele Krone-Schmalz, 2018

Gabriele Krone-Schmalz (* 8. November 1949 in Lam als Gabriele Krone) ist eine deutsche Journalistin und Publizistin. Sie war von 1987 bis 1991 Moskau-Korrespondentin und Moderatorin der ARD. Krone-Schmalz war von Oktober 2011 bis 2021 zudem Professorin im Studiengang „TV, Journalistik & Medienwissenschaften“ an der privaten Fachhochschule Business and Information Technology School (BiTS) in Iserlohn. Seit Beginn des russisch-ukrainischen Krieges im Februar 2014 und spätestens seit dem russischen Überfall auf die Ukraine im Februar 2022 wird Krone-Schmalz medial überwiegend in Verbindung mit ihrer offenen Verteidigung der aggressiven russischen Außen- und Innenpolitik rezipiert.

## Leben
Gabriele Krone wuchs in Lam in der Oberpfalz an der Grenze zur Tschechoslowakei auf und lebte dort zeitweise bei ihren Großeltern. Später zog ihre Familie nach Köln, wo ihr Vater 1946 beim NWDR Konzertmeister des Kölner Rundfunk-Sinfonie-Orchesters geworden war. Von 1956 bis 1960 besuchte sie die Volksschule in Lam und in Köln, anschließend das von Ordensschwestern geleitete Mädchengymnasium Liebfrauenschule Köln. Dort legte sie im Frühjahr 1968 ihr Abitur ab.
Nach drei Monaten freier Mitarbeit beim WDR Köln begann sie im selben Jahr an der Universität Köln ein Studium der Osteuropäischen, Mittleren und Neueren Geschichte, Slawistik sowie Politischen Wissenschaften. 1975/1976 arbeitete sie als wissenschaftliche Hilfskraft an der Universität Düsseldorf und erhielt einen Lehrauftrag für Russische Lektüre für Historiker. 1977 wurde sie in Geschichte und Politischen Wissenschaften promoviert. Ihre Dissertation widmet sich dem Thema Vom Kiewer Reich zum Kalten Krieg. Vorstellungen von Russen und Russland im Schulfunk nach 1945. Im Mittelpunkt steht die Analyse typischer Vorurteile und Klischees in den Westzonen und der Bundesrepublik Deutschland von 1945 bis in die 1970er Jahre. Von 1976 bis 1992 arbeitete sie überwiegend für verschiedene Hörfunk- und Fernsehsendungen des Westdeutschen Rundfunks. Im November 1976 begann sie ihr Volontariat beim WDR, wo sie anschließend im Mai 1978 als Redakteurin und Reporterin bei der Kölner Tagesschau- und Tagesthemen-Redaktion fest angestellt wurde. Daneben moderierte sie Hörfunk- und Fernsehsendungen wie Zwischen Rhein und Weser oder Hier und Heute. Im Sommer 1980 arbeitete sie als Vertretung im ARD-Fernsehstudio New York. Im Januar 1982 wurde sie Redakteurin bei Monitor, ab Januar 1984 gleichzeitig Moderatorin der Talkshow Drei vor Mitternacht (WDR).

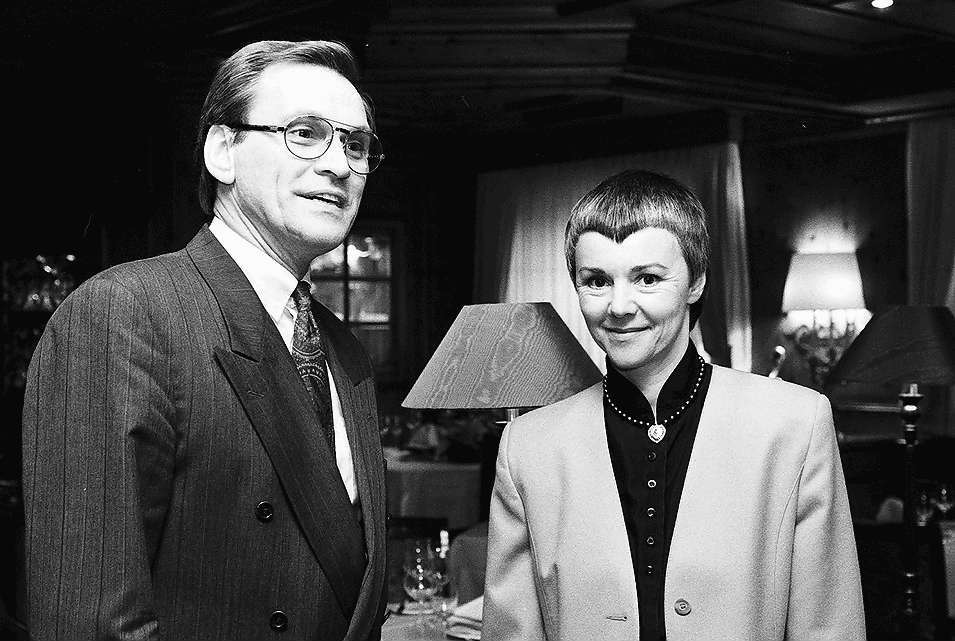
Mit Roland Burtsche, 1992

Am 1. August 1987 trat sie zusammen mit Gerd Ruge als Studioleiter am ARD-Korrespondentenplatz Moskau die Nachfolge von Lutz Lehmann und Peter Bauer an. Krone-Schmalz war damals die erste Frau im ARD-Studio Moskau. Sie war auch die erste deutsche Journalistin, die Michail Gorbatschow interviewte. Das Interview führte sie im März 1990 gemeinsam mit ihrem Kollegen Stephan Kühnrich aus der DDR. Es gab große Terminschwierigkeiten und Krone-Schmalz musste dafür sogar ein bereits geplantes Interview mit Boris Jelzin absagen. Im Rückblick auf ihre Tätigkeit hob sie hervor, als sie nach Moskau kam, sei sie ihren ganz eigenen Weg gegangen und habe etwa nicht die „Dissidenten als Freunde von ihren Vorgängern“ übernommen. Es sei ihr wichtig gewesen, ganz normale Menschen kennenzulernen, in den Alltag einzutauchen, um die Menschen zu verstehen.
Gegen die als geschlechtsdiskriminierend wahrgenommene niedrigere Gehaltseinstufung im Vergleich zu ihrem Vorgänger klagte sie erfolglos gegen den WDR. Im August 1991 kehrte sie für ein Sabbatjahr nach Deutschland zurück. Zwischen 1992 und 1997 moderierte sie den Kulturweltspiegel der ARD. Seit Mitte 1992 arbeitet sie als freie Journalistin und Autorin.
Im Wintersemester 2003/2004 übernahm sie eine Gastprofessur an der Universität zu Lübeck; 2012 war sie Mitglied im Hochschulrat der TU Ilmenau. Krone-Schmalz war von Oktober 2011 bis September 2016 Fachdozentin, ab Dezember 2011 bis 2021 zudem Professorin im inzwischen eingestellten Studiengang „TV, Journalistik & Medienwissenschaften“ an der privaten Fachhochschule Business and Information Technology School in Iserlohn.

## Publikationen zum Thema Russland

### An Russland muss man einfach glauben (1991)
Das Buch mit dem Untertitel Meine Moskauer Jahre enthält die Bilanz der Perestrojka-Jahre, die Krone-Schmalz als Korrespondentin miterlebte. Der Bestseller stand über ein Jahr auf Platz 2 der Spiegel-Liste. Es erschienen bis 1997 vier Auflagen. Ab der 2. Auflage gab es ein ergänzendes Kapitel zu den Vorgängen im Jahre 1992. Der Titel, ein Zitat von Tjuttschew, drückt die Hoffnung der Autorin aus, dass die demokratische Transformation der Sowjetunion gelingt.

### Was passiert in Russland? (2007)
In ihrem Buch Was passiert in Russland? (2007) wendet Krone-Schmalz sich gegen das ihrer Meinung nach „verzerrte Russlandbild, das nicht selten stark von Emotionen und reflexartigen Denkmustern bestimmt“ werde.
Ingo Petz vergleicht in seiner Rezension in der Süddeutschen Zeitung Krone-Schmalz’ Darstellung mit Edward Lucas’ „scharfsichtiger Analyse“ in dessen thematisch verwandter Publikation. Trotz seiner Sympathie für den Ansatz von Krone-Schmalz, russlandkritische Klischees aufzudecken, findet Petz ihre „undifferenzierte, pauschalisierende und anekdotenhafte Analyse“ auf diesem Feld unbefriedigend. Zudem neige die Autorin zur „manipulativen Vereinfachung (Beispiel: Vergangenheitsbewältigung) und zur verwässernden Relativierung“. So meine Krone-Schmalz etwa, dass Gazprom nicht nur politische Absichten habe, wenn das Unternehmen Gaspreise für die Ukraine oder Belarus anhebe. „Sicher, aber der staatliche Gigant hat eben auch dezidiert politische Absichten – und genau das ist Anlass zur Kritik.“ Sie glaube außerdem mit dem Alt-Dissidenten Boris Jefsejew an eine oppositionelle „intellektuelle Front Russlands“, was der Rezensent für einen realitätsfernen frommen Wunsch hält. Diese Darstellung sei beschönigend, geschichtsklitternd und allzu eindimensional. Alexander Schrepfer-Proskurjakov arbeitete dagegen in der Neuen Zürcher Zeitung in einem Vergleich mit Dirk Sagers Pulverfass Russland heraus, Krone-Schmalz zeige unter anderem die „verzerrte Optik der Wahrnehmung“ vergleichbarer Ereignisse in Russland und im Westen plausibel auf. Sie stelle sich der Herausforderung, „offene und subtile, bewusste und unbewusste Verfälschungen im gängigen Russlandbild aufzuzeigen“ und scheue dabei vor zentralen, häufig mit negativen Emotionen belasteten Reizthemen wie Wladimir Putins ‚gelenkter Demokratie‘, Energiepolitik, Pressefreiheit und Tschetschenienkonflikt nicht zurück. Ihre Hauptzielsetzung sei, einen neuen Kalten Krieg zu verhindern. Im Vergleich mit Sagers kritischer Bilanz der Regierungszeit Putins hinsichtlich Rückkehr zu autokratischen Herrschaftsformen und Streben nach einer Weltmachtrolle zeige sich, wie facettenreich die Wirklichkeit sei und wie unterschiedlich die Einschätzung Russlands je nach Perspektive des Betrachters ausfalle.

### Russland verstehen (2015)
Aufgrund ihrer öffentlichen Äußerungen mit der Relativierung russischen Handelns wurde sie in Teilen der Medienlandschaft als „Putinversteherin“ bezeichnet. Im Jahre 2015 veröffentlichte Krone-Schmalz daraufhin ihr Werk Russland verstehen. Der Kampf um die Ukraine und die Arroganz des Westens. Sie charakterisiert darin die russische Politik im Ukraine-Konflikt als „weitgehend defensiv“; ihrer Meinung nach tragen die Europäische Union und die USA die Hauptverantwortung für den Konflikt, weil sie beide durch eine von Krone-Schmalz wahrgenommene Expansionspolitik die Sicherheitsinteressen Russlands missachtet hätten. Sie geht außerdem davon aus, dass die politischen Verhältnisse in der Ukraine von außen massiv beeinflusst wurden, um einen Regimewechsel herbeizuführen.
Joscha Schmierer schrieb in seiner Rezension, einzelne Punkte ihres Buchs seien durchaus wichtig für eine ausgewogene Debatte; er kritisierte aber ihre Argumentation bezüglich der Annexion der Krim im März 2014. Angesichts der „Tendenz, von allen politischen Umständen abzusehen, die eine eindeutige Verurteilung der russischen Politik erschweren könnten“, sei das Buch von Krone-Schmalz ein „Antidot gegen allzu entschiedene moralische Aufrüstung“. Gefährlich werde die Argumentation von Krone-Schmalz jedoch, wenn sie die Annexion der „ureigen russischen“ Krim als „Notwehr unter Zeitdruck“ zurechtlege. Franziska Augstein schrieb 2015, Krone-Schmalz könne auch nach jahrelanger Beschäftigung mit dem System Putin nicht erklären, wie Putin regiert und was das System Putin sei; man könne aber viel aus dem Buch lernen. Sie bekräftigt Krone-Schmalz’ Darstellung zur NATO-Osterweiterung, Augstein schreibt: „Die Nato ist Russland und seinen Sicherheitsinteressen auf den Pelz gerückt.“ Sonja Margolina warf in ihrer Rezension der Autorin vor, ganz Russland mit der „Geheimdienst-Oligarchie“ im Kreml gleichzusetzen, also die Opposition auszublenden, die innenpolitischen Motive des Zugriffs Putins auf die Ukraine zum großen Teil zu übergehen, nur begrenzte Empathie für die Opfer zu zeigen und die Annexion der Krim als Sezession zu verharmlosen. Aufgrund ihrer selektiven und apodiktischen Pro-Putin-Deutungen und ihrer fehlenden Äquidistanz fördere sie die Kollaboration mit Putin und unterstütze willig den (Zitat) „Kriegstreiber Putin“. Winfried Dolderer kritisierte 2015 in seiner Rezension im Deutschlandfunk Krone-Schmalz’ Argumentation bezüglich der völkerrechtswidrigen Annexion der ukrainischen Halbinsel Krim durch Russland im März 2014 und fragte rhetorisch, was aus einer europäischen Staatenordnung würde, in der die folgende Aussage von Krone-Schmalz salonfähig werden würde: „Was Putin getan hat, ist keine Landnahme, sondern Notwehr unter Zeitdruck“.
Der Göttinger Slawistik-Professor Matthias Freise schrieb im März 2015 (ein Jahr nach Russlands Annexion der Krim) einen offenen Brief an Krone-Schmalz. Ein Versuch, sich in die politische Führung Russlands einzufühlen, sei das aus seiner Sicht „eigentlich Unstatthafte“. Mit Blick auf die offizielle russische Berichterstattung zur Ukraine erwartet er statt Verständnis Empörung: „[W]as gibt es da zu verstehen? […] ich weiß, was sowjetische Propaganda war, doch sie reichte nicht im entferntesten an dieses Gemisch von Lügen und Hetze heran, das, welcher Meinung sie auch immer zur Ukraine sind, meine Gesprächspartner in Russland auch durchweg ablehnen.“ Das Buch sei „geradezu abstoßend“. Er schrieb: „Selbst wenn man realpolitisch von Interessen und Einflusssphären und nicht von Demokratie und Menschenrechten spricht – selbst dann ist diese Berichterstattung absolut unerträglich.“ Jochen Bittner schrieb 2015, die Forderung nach Dankbarkeit gegenüber Russland wegen der Wiedervereinigung sei „ungefähr so absurd wie der Dank an einen Geiselnehmer dafür, dass er einen Verwandten freigelassen hat.“ Bittner sah „viel Beachtenswertes“ in ihrem Buch, äußerte aber Befremden, dass „sie keinen Unterschied macht zwischen einem Russland, das an Zwang glaubte und glaubt, und einer EU, die auf freie Wahl setzt“. Diese 'Äquidistanz' zu beiden Konfliktparteien sei ein „Pflock im Auge der Betrachterin“. Reinhard Veser (FAZ) schrieb 2015, er könne die Dämonisierungsthese der Autorin nicht nachvollziehen. Sie bringe Dinge durcheinander, verschleiere Zusammenhänge und pflege selbst die selektive Wahrnehmung, die sie den deutschen Medien vorwerfe. In ihrer Darstellung des Ukraine-Konflikts lasse sie wichtige Fakten weg und übertreffe in ihrer verfälschenden Darstellung der Hintergründe und Motive des Assoziierungsabkommens sogar die russische Propaganda. Ihre Quellenbasis sei unklar; deutlich sei nur ihre Tendenz, Putin zu verteidigen, statt Russland zu verstehen. Katharina Granzin (TAZ) schrieb, dass der Leser nach der Lektüre zum Schluss kommen werde, Krone-Schmalz sei keine Putin-Apologetin. Trotz „überengagierter Rhetorik“ sei ihr großes Anliegen deutlich, „dass auch in den deutschen Medien (die Politik ist da natürlich viel weiter) wieder eine differenziertere Sichtweise einkehrt.“

### Eiszeit. Wie Russland dämonisiert wird und warum das so gefährlich ist (2017)
Salli Sallmann vertrat auf RBB-Kulturradio die Auffassung, Krone-Schmalz kritisiere die ideologischen Verzerrungen der Diskussion. Sie rechtfertige nicht die Annexion der Krim, sondern frage mit Blick auf die Landkarte und in die Geschichte, ob das Verhalten Russlands wirklich expansiv-aggressiv sei. Sie sehe es eher als defensiv die eigenen Interessen verteidigend, „aus Angst vor westlicher, eigentlich aber amerikanischer Umzingelung“. Sie kritisiere die Tendenz des Westens, „alles auszublenden, was das Bild vom friedlichen Westen und aggressiven Russland störe“. Sallmann hebt den besonderen Wert der recherchierten Informationen hervor, besonders zum Vorrücken der NATO und zum Verhältnis der Rüstungsausgaben. Krone-Schmalz betone, Europa solle seine Politik mit Russland nach dem Grundsatz des beiderseitigen Vorteils gestalten und sich nicht auf „militärische Zuspitzungen, die die USA forcierten“, einlassen.
Auch Arno Renggli von der Luzerner Zeitung betont die Auffassung der Autorin, die Außenpolitik Russlands sei defensiv, seine Lage sei durch eine erhöhte Verletzlichkeit gekennzeichnet. Demgegenüber beruhe die Strategie der NATO darauf, „die russische Politik als expansiv wahrzunehmen und ihr mit militärischer Stärke entgegenzutreten“. Die „Eskalationsspirale“ müsse beendet werden, im Umgang mit Russland sei zwar Stärke angebracht, „aber kombiniert mit einer Entspannungspolitik, welche die Befindlichkeit der Gegenseite ernst nehme“. Der Westen dürfe nicht länger von einer Position moralischer Überlegenheit aus sofortige Demokratisierung fordern. Geduld sei notwendig, da sich westliche Werte langfristig durchsetzen werden und man dies vor allem „durch Kooperation und Vorbildwirkung“ erreiche.
Boris Reitschuster warf in der Huffington Post Krone-Schmalz vor, ihre Darstellung stimme mit Mustern der russischen Propaganda überein und sei ein beschönigendes „Weißwaschprogramm für den russischen Präsidenten Wladimir Putin“, dessen Rhetorik, Denkmuster und Argumentationslinien sie weitgehend teile. Krone-Schmalz' Auffassung, es gebe kein eindeutiges Richtig oder Falsch, stimme überraschend mit dem Hauptziel russischer Propaganda überein, den „inneren Kompass“ zu verstellen, bis man nicht mehr zwischen Schwarz und Weiß unterscheiden könne. Schuld sei für Krone-Schmalz immer der Westen, und seine angeblichen Fehler dienten der Rechtfertigung einer Diktatur. Russland werde als Opfer inszeniert, dem auch Dinge unterstellt würden, die nicht zuträfen. Mit diesen „argumentativen Hütchenspielertricks“ verschiebe sie die Maßstäbe und führe den Leser in die Irre. Eines der Grundmuster, das sich durch das Buch ziehe, sei die Relativierung, zum Beispiel die Relativierung der Annexion ukrainischen Staatsgebiets. Das Buch gleiche einem Versuch, „einen Gewaltverbrecher zu rechtfertigen, indem man nur über dessen schwere Kindheit spricht“. Suggestive Fragen, die Verdrehung von Tatsachen, Verschweigen und Verzerren seien typisch für die „Methode Krone-Schmalz“. Zudem sei sie für kremlnahe Unternehmen tätig und seit 2006 dafür in der Kritik. Franziska Davies zufolge hat Krone-Schmalz in Eiszeit Quellen und Literatur nach dem Kriterium ausgewählt, „Behauptungen rückwirkend zu stützen und ihnen so den Anschein von intersubjektiv nachprüfbarer Gültigkeit zu verleihen“. Andere Literatur, insbesondere über Putin und den Putinismus verfasste empirisch fundierte Studien von russischen Wissenschaftlern, die den Thesen von Krone-Schmalz widersprechen, seien in Eiszeit ignoriert bzw. nicht aufgegriffen worden.

## Interviews und Talkshowauftritte
Seit der Ukraine-Krise ist Krone-Schmalz häufiger Interview-Partner und Gast bei Talkshows, in denen sie dafür plädiert, auch die russischen Interessen zu berücksichtigen. Großes Echo rief ein Interview mit dem Magazin Zapp (16. April 2014) hervor, in dem Krone-Schmalz die von ihr als einseitig und unprofessionell wahrgenommene Berichterstattung bundesdeutscher Medien zum Thema Russland und Ukraine kritisiert. Die Inhalte des Assoziierungsabkommens seien nicht vermittelt worden, was besonders hinsichtlich der Zusammenarbeit in der Sicherheitspolitik wichtig gewesen wäre, Begriffe wie „Europa“ würden undifferenziert und unpräzise verwendet, Interessen würden nicht beim Namen genannt. Häme, Mangel an Respekt und unterschwellige Beeinflussung bestimme einen Großteil der vom Freund-Feind-Schema geprägten Mediendarstellungen. Nach der Ausstrahlung des Zapp-Beitrags kritisierte Boris Reitschuster in einem offenen Brief an die Zapp-Mitarbeiter, dass in dem Beitrag ein Hinweis darauf gefehlt habe, dass Krone-Schmalz wegen ihrer Tätigkeit für „kremlnahe Unternehmen“ einen Interessenkonflikt habe.

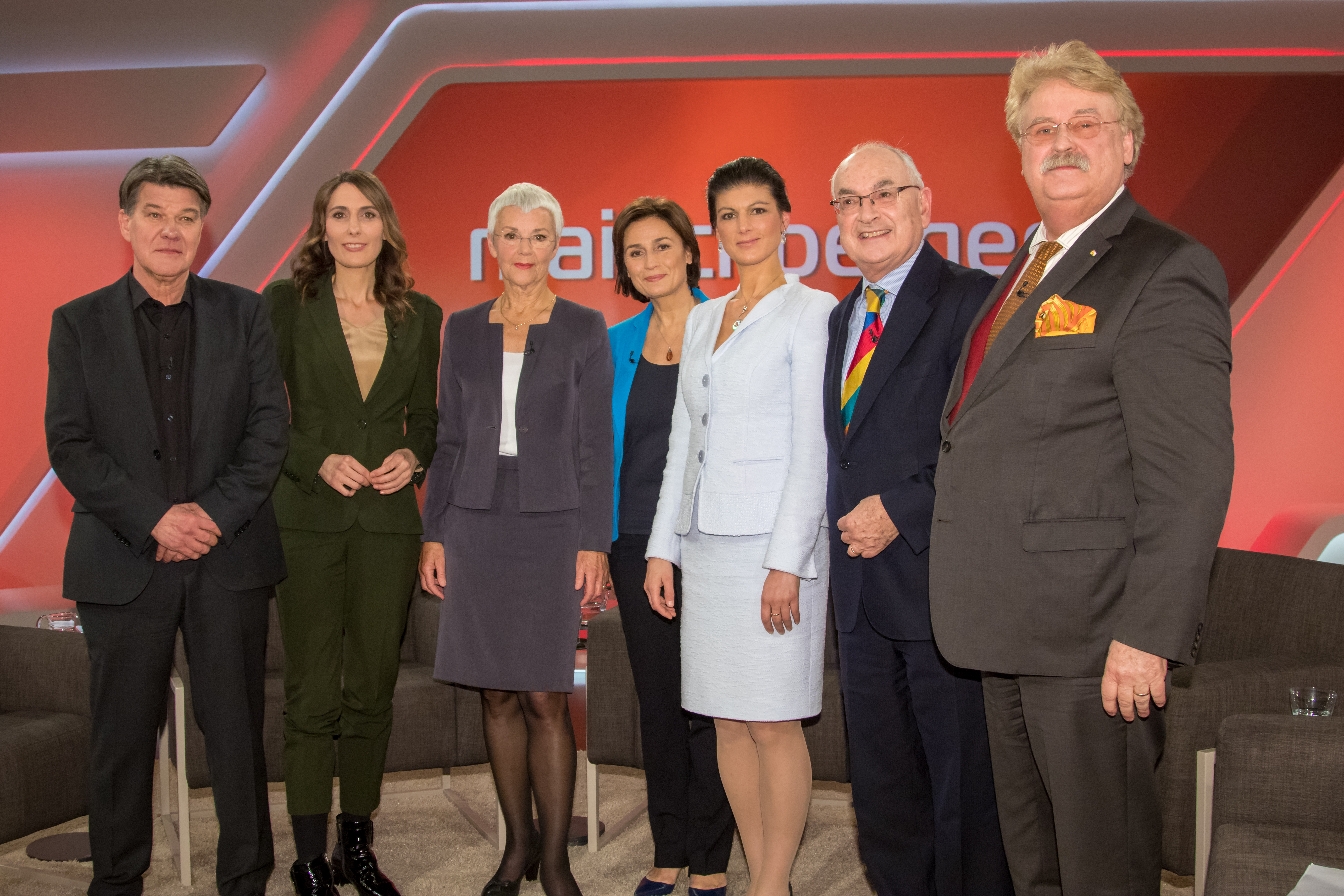
Gruppenbild in der WDR-Sendung Maischberger am 21. März 2018

Im Februar 2015 trat Krone-Schmalz in der Talkshow Menschen bei Maischberger auf und vertrat unter anderem die Meinung, dass die Europäische Union den Krieg in der Ukraine verursacht habe, indem sie mit der Ukraine über ein Assoziierungsabkommen verhandelt und Russland so provoziert habe. Die Annexion der Krim erklärte sie dadurch, dass Russland befürchtet habe, seinen Zugang zur Schwarzmeerflotte zu verlieren. Auf die Frage, was Russland in der Ukraine bezwecke, sagte sie, dass Russland nicht vorhabe, die Ukraine zu destabilisieren, ihrer Ansicht nach gehe von Russland keine Aggression aus. Ihre Thesen wurden von den Mitdiskutanten Arnulf Baring und Werner Schulz heftig kritisiert. Baring warf ihr eine Verdrehung der Wirklichkeit vor, und Schulz kritisierte sie wegen Falschbehauptungen. Krone-Schmalz wollte das Studio verlassen, wurde von der Moderatorin jedoch zum Bleiben überredet. Im Dezember 2022 nahm Krone-Schmalz am RNZ-Forum in Heidelberg teil. Von der Heidelberger Professorin für osteuropäische Geschichte, Tanja Penter, wurde sie wegen ihrer Aussagen zum russischen Angriffskrieg gegen die Ukraine als Sprachrohr Putin’scher Propaganda bezeichnet. Der Tübinger Professor für osteuropäische Geschichte Klaus Gestwa prangerte die von Krone-Schmalz betriebene Schuld-Last-Umkehr zugunsten von Russland bzw. Putin an. Gestwa stellte fest: „Gabriele Krone-Schmalz hat den russischen Propagandanarrativen den Weg in die politischen Debatten bei uns bereitet.“ Sie habe damit „ihren Anteil daran, dass sich in Deutschland Politik und Öffentlichkeit lange vom Putin-Regime an der Nase herumführen ließen“.

## Positionen, Rezeption und Kritik

### „Putin-Versteherin“
Krone-Schmalz setzt sich seit ihrer Studienzeit kritisch mit dem deutschen Russlandbild und der Russlandberichterstattung in Deutschland auseinander, beispielsweise anlässlich der Berichterstattung über den russisch-ukrainischen Konflikt. Medial wird sie überwiegend in Verbindung mit ihrer direkten und indirekten Verteidigung der aggressiven russischen Außen- und Innenpolitik rezipiert.
Sie gehört zu den Unterzeichnern des Appells für eine andere Russlandpolitik aus dem Jahre 2014. Nach Angaben des Focus war Krone-Schmalz für „kremlnahe Unternehmen tätig, darunter Wingas, eine Beteiligung von Gazprom“. Der Publizist Jürgen Roth warf ihr 2006 vor, sie trete als „unabhängige Journalistin“ auf, obwohl sie sich „von Unternehmen, die von Geschäften mit dem Kreml profitieren, bezahlen“ lasse. Krone-Schmalz bezeichnete die Vorwürfe als gezielte Rufschädigung, dementierte eine bezahlte Tätigkeit für russische Staatsunternehmen und deren Tochtergesellschaften jedoch nicht. Mehrere Medien gaben ihr das Etikett „Putin-Versteherin“. Der ehemalige DDR-Bürgerrechtler und Politiker Werner Schulz bezeichnete Krone-Schmalz nach einer Maischberger-Talkshow im Februar 2015 wegen ihrer fortwährenden Verteidigung der Politik Moskaus als Putins nützliche Idiotin. Der Journalist Reinhard Veser attestierte Krone-Schmalz, dass sie genau das Gegenteil von dem tue, wozu sie auffordere. Sie messe mit zweierlei Maß und habe eine „selektive Wahrnehmung“ der Wirklichkeit. Die Osteuropahistorikerin Franziska Davies attestierte ihr im Mai 2022, „maßgeblich zum Erfolg russischer Propaganda in Deutschland“ beigetragen zu haben. Sie wies Krone-Schmalz Desinformationen über Russland und die Ukraine nach. Darauf reagierte Krone-Schmalz mit einer Abmahnung. Die meisten Unterlassungsansprüche gegen Davies’ Feststellungen zog sie vor der Gerichtsverhandlung zurück, die restlichen wies das Landgericht Köln zurück. Gemma Pörzgen sieht einen Grund für die Umstrittenheit von Krone-Schmalz in der deutschen „Russland-Community“ darin, dass sie selbst seit Jahren nicht mehr aus Russland berichte, aber die eigene Branche rüge und die Politik des Kremls öffentlichkeitswirksam verteidige. Ihr eigenes Russlandbild stamme noch aus der Zeit der Sowjetunion und habe mit der heutigen russischen Realität wenig zu tun, so laute, nach Pörzgen, der Vorwurf vieler Kollegen. Der Spiegel schrieb, sie sei „vor 30 Jahren einmal vier Jahre Moskau-Korrespondentin“ gewesen und habe darauf „ihre Karriere als Chef-Russlandversteherin“ aufgebaut.

### Annexion der Krim durch Russland 2014
Zur Frage der Annexion der Krim schrieb Krone-Schmalz im Buch 2015, es habe sich um russische „Notwehr unter Zeitdruck“ gehandelt; im April 2014 hatte sie postuliert, die Unverletzlichkeit der Grenzen und das Selbstbestimmungsrecht der Völker seien widerstreitende Prinzipien des Völkerrechts, die beide gleich wichtig seien. Krone-Schmalz führte dabei das Unabhängigkeitsreferendum in Montenegro 2006 an, um zu belegen, dass das Selbstbestimmungsrecht der Völker hier vorrangig behandelt worden sei, bei der Krim hingegen nicht. Boris Schumatsky kritisierte Krone-Schmalz 2016 dafür, bestritten zu haben, dass es sich bei den grünen Männchen um russische Truppen gehandelt habe – sie habe dies sogar noch bestritten, als Wladimir Putin diesen Fakt längst zugegeben hätte. Dies zeige seiner Ansicht nach, wie eine „Medienpersönlichkeit“ keinen Wert auf Fakten legen müsse. Es sei „kein gutes Zeichen, dass auch Krone-Schmalz nach wie vor als Russlandexpertin in deutsche Fernsehshows eingeladen“ werde.

### Russischer Überfall auf die Ukraine 2022

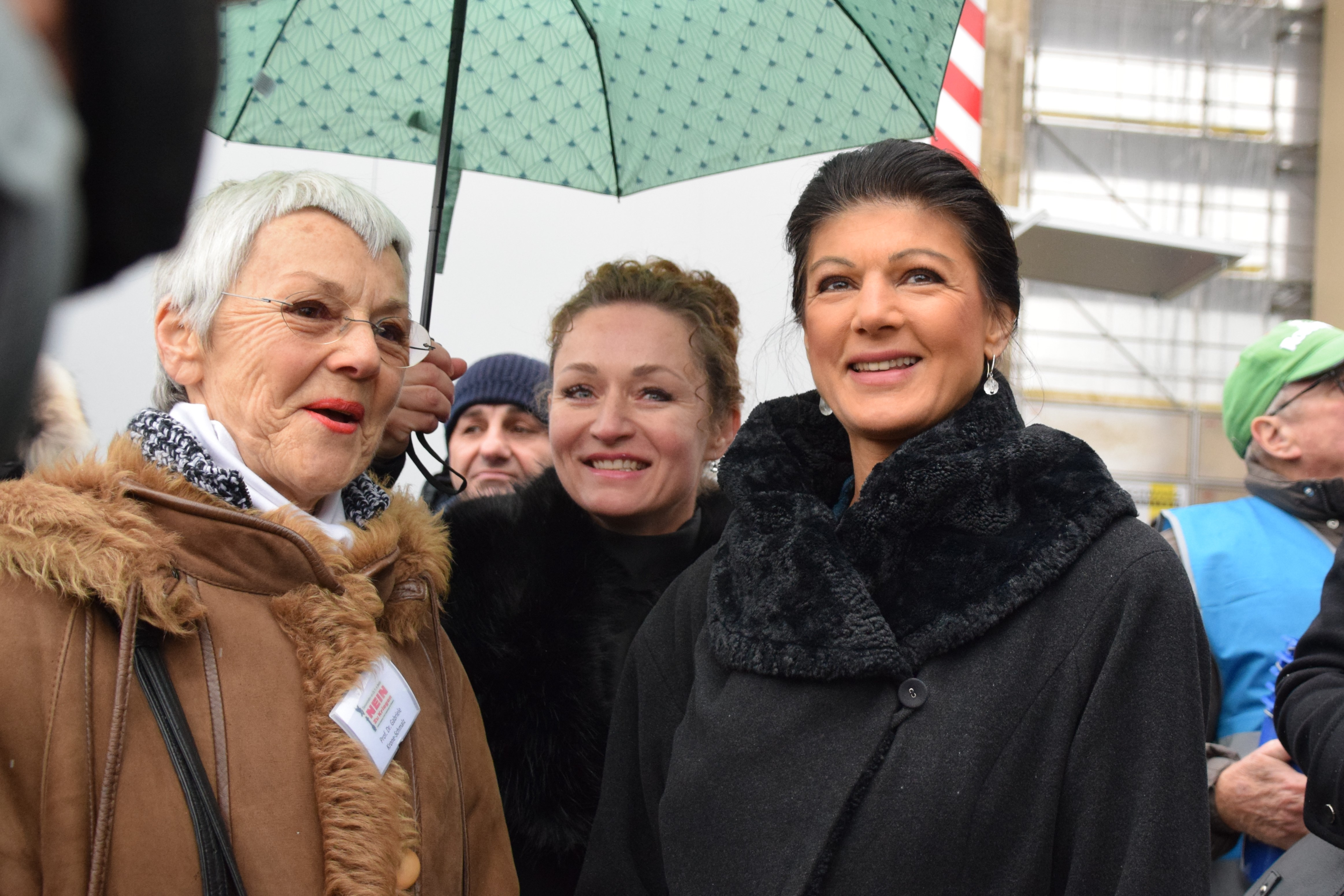
Mit Żaklin Nastić und Sahra Wagenknecht bei der Demonstration „Nein zu Kriegen“ in Berlin (2023)

Mitte Februar 2022 sah Krone-Schmalz es als abwegig an, den russischen Truppenaufmarsch entlang der ukrainischen Grenze als Vorstufe einer Invasion zu kritisieren; eine Invasion liege nicht im russischen Interesse. (Seite nicht mehr abrufbar, festgestellt im Juni 2024. Suche in Webarchiven) Ein lebhaftes Echo in den Medien fand Krone-Schmalz’ Auftritt in der Talkshow Markus Lanz am 22. Februar 2022, zwei Tage vor dem Überfall der russischen Streitkräfte auf die Ukraine. Sie behauptete, der russische Truppenaufmarsch sei lediglich eine Drohkulisse Putins für Verhandlungen. Im Gegensatz zu den anderen Teilnehmern der Runde bestritt sie, dass Putin der Ukraine das Existenzrecht als Staat abspreche. (Näheres und Faktenchecks siehe hier.) Auch sprach sie sich dagegen aus, über Russland Sanktionen zu verhängen. Der Spiegel hielt ihr vor, in Talkshows deutscher Fernsehsender „zuverlässig die Propaganda der russischen Staatsmedien“ zu wiederholen.
Drei Tage nach dem Beginn der russischen Invasion erklärte sie am 27. Februar 2022: „Ich habe mich geirrt. Nicht nur mit Blick darauf, was jetzt an Leid und Verwüstung folgt, bin ich fassungslos, sondern auch angesichts dieses Schlags ins Gesicht all derjenigen, die sich – teilweise gegen große politische Widerstände im eigenen Lager – auf den Weg nach Moskau gemacht haben, um diplomatische Lösungen für die tatsächlich vorhandenen Probleme zu finden.“ Außerdem sagte sie: „Der russische Einmarsch in die Ukraine ist durch nichts zu rechtfertigen. Jetzt kann es nur darum gehen, möglichst sichere Wege zu finden, die aus dieser Katastrophe herausführen.“

### Entfernung von Büchern aus dem Programm von C. H. Beck, 2022
Im März 2022 verlangte Ilko-Sascha Kowalczuk, der im selben Verlag veröffentlicht, vom Verlag C. H. Beck, den Gewinn aus den Büchern Russland verstehen. Der Kampf um die Ukraine und die Arroganz des Westens sowie Eiszeit – Wie Russland dämonisiert wird und warum das so gefährlich ist für ukrainische Flüchtlinge zu spenden. Dieser Forderung kam der Verlag nicht nach, der Verleger äußerte jedoch: „Auf schrecklichste Weise wurden die auf Russland bezogenen Bücher von Frau Krone-Schmalz inhaltlich überholt und in vielen Punkten widerlegt.“ Kowalczuk hatte in einem Brief an den Verleger Krone-Schmalz vorgeworfen, sie trage dafür Verantwortung, „dass in Deutschland bis heute Verwirrung herrscht bei der Einschätzung des diktatorischen Regimes von Putin und der Geschichte und Gegenwart der Ukraine“. Der Verlag C. H. Beck gab bekannt, die Bücher Eiszeit und Russland verstehen nicht nachzudrucken, weil die Titel „Gefühle verletzen und zynisch wirken“ könnten. Zu einer geplanten Überarbeitung kam es nicht. Patrick Bahners (FAZ) schrieb: Beide Bücher seien „Brückenkopf der verschwörungstheoretischen Gegenöffentlichkeit“ im „schmutzigen Meinungskrieg“ gewesen; eine wirkliche Abkehr der Autorin von den in ihnen enthaltenen Meinungen über Putin sei immer noch nicht erkennbar. Krone-Schmalz habe lediglich eingeräumt, sich in der Beurteilung Putins und seiner Absichten für das Jahr 2022 geirrt zu haben, aber nicht insgesamt in seiner Person und Politik.
2023 brachte der Westend Verlag die beiden Bücher Russland verstehen? sowie Eiszeit als erweiterte Neuausgaben heraus.

### Vortrag an der VHS Reutlingen, 2022
Im Juli 2022 hielt Krone-Schmalz in Marburg einen Vortrag (Titel Frieden mit Russland) sowie einen weiteren im Oktober 2022 in Reutlingen (Titel Russland und die Ukraine). Für den Vortrag an der Volkshochschule Reutlingen wurde sie scharf kritisiert, so warf ihr zum Beispiel der Historiker und Russland-Experte Klaus Gestwa vor, die Narrative der russischen Propaganda ohne kritische Distanz zu übernehmen. Er bewertete sie „als politische Influencerin, die ihr publizistisches Geschäftsmodell darin gefunden hat, die russische Kriegspolitik zu erklären und dabei auf die notwendige kritische Distanz und Reflexion verzichtet oder diese nur publikumswirksam vorgibt. Wer sich die Mühe macht, die Argumentationsstrategie von Krone-Schmalz zu Ende zu denken, wird erkennen, dass daran kaum etwas richtig und wichtig ist.“ In der Wissenschaft spiele sie keine Rolle, ihre jahrzehntealte „dünne“ Dissertation habe er nie zitiert gesehen und sie habe in keiner Fachzeitschrift je publiziert, insbesondere nicht zum russisch-ukrainischen Verhältnis. Forschungsergebnisse über den ukrainischen Rechtsextremismus nehme sie nicht zur Kenntnis und folge stattdessen seiner Überzeichnung aus Moskau, den demokratischen Euromaidan „verteufele“ sie geradezu, für den Donbas-Krieg betreibe sie eine den Fakten widersprechende Schuldumkehr. Seit den 1990er Jahren habe sie nicht mehr in Russland gearbeitet, sie gefalle sich aber in pauschalierender Kritik an journalistischen Kollegen. Ihre eigenen Bücher entsprächen keinerlei wissenschaftlichen Standards. Der Geschäftsführer der VHS Reutlingen, Ulrich Bausch, drohte Klaus Gestwa daraufhin rechtliche Schritte an.

### Juristisches Vorgehen gegen die Osteuropa-Historikerin Franziska Davies
Im November 2022 ging Krone-Schmalz gegen kritische Äußerungen der an der Ludwig-Maximilians-Universität München lehrenden Historikerin Franziska Davies juristisch vor. Per Unterlassungserklärung sollte Davies sich bei Zahlung von 2500 Euro verpflichten, die weitere Äußerung einer umfänglichen Kritik an mehreren Vorträgen zu unterlassen. Davies focht die Aufforderung an. Gegenstand der Auseinandersetzung war zunächst Davies’ schriftliche Äußerung „Frau Krone-Schmalz gilt aus gutem Grund in Fachkreisen und weiten Teilen der Öffentlichkeit nicht als ‚Expertin‘, auch nicht als ‚umstritten‘, sondern als das, was sie ist: eine langjährige und vehemente Verteidigerin des verbrecherischen Putin-Regimes.“ Ihre Bücher seien „Meisterwerke der (…) Falschaussagen“. Experten und Fachliteratur zum System Putin und zur Arbeit regimekritischer Journalisten würden ignoriert. Für die Opfer von Putin habe sie nur Verachtung übrig. Außerdem geht es um die Aussage von Davies, Krone-Schmalz habe auf dem Vortrag in Reutlingen gesagt, dass es keine Menschenrechtsverletzungen im Zuge der Krim-Annexion gegeben habe, sie habe außerdem „nachweisliche Lügen und Falschbehauptungen“ verbreitet. Ferner wird Davies’ Aussage angefochten, Krone-Schmalz sei „mit dem Putin-Regime eng verbunden“ und „bestens mit dem verbrecherischen Regime Putins vernetzt“. Davies kündigte ihrerseits rechtliche Schritte an. Krone-Schmalz zog nach gegenseitiger anwaltlicher Korrespondenz am 11. November 2022 elf von 14 Punkten zurück, und zwar die zu Aussagen über ihre Kreml-Nähe, zur Leugnung von Kriegsverbrechen und den Vorwürfen der Lügen und Falschbehauptungen auf Veranstaltungen und in Büchern sowie der Verachtung von Putin-Opfern. In drei Punkten behält sie den Unterlassungsanspruch aufrecht: bei der Aussage, sie habe in den letzten Jahrzehnten nicht journalistisch zu Russland gearbeitet und dass sie Experten wie auch Fachliteratur ignoriere.
Franziska Davies veröffentlichte in der Zeitschrift Osteuropa den Artikel Desinformationsexpertin – Russland, Ukraine und Frau Krone-Schmalz. In dem Artikel führt Davies sechs Kritikpunkte auf: „Halbwahrheiten und Falschaussagen“, „Koloniale Arroganz und negative Stereotype“, „Manipulativer Gebrauch von Quellen“, „Rosinenpicken und Ausblendung von zentralen Fakten“, „Täter-Opfer-Umkehr“ und „Scheinlösungen und falsche Gegensätze“. Sie kommt zum Schluss: „Mit Aufklärung und empirisch fundierter Analyse nach den Kriterien wissenschaftlichen Arbeitens hat das Wirken von Frau Krone-Schmalz nichts zu tun. Es handelt sich um Desinformation.“ Um die juristischen Kosten aufzufangen, riefen ihre Fachkollegen Julia Herzberg, Anna Hájková und Anna-Veronika Wendland zu Spenden für Franziska Davies auf; über 20.000 € kamen binnen zwei Tagen zusammen. Im Januar 2023 entschied das Landgericht Köln im Rahmen der Kostenentscheidung eines einstweiligen Verfügungsverfahrens auf Antrag von Davies, dass es sich bei den drei verbliebenen strittigen Aussagen um zulässige Meinungsäußerungen handele, und erlegte Krone-Schmalz die gesamten Kosten des einstweiligen Verfügungsverfahrens auf. Das von Krone-Schmalz angestrengte Hauptsacheverfahren beim Landgericht Düsseldorf erledigte sich durch Klagerücknahme.

## Autobiografie (2009)
In ihrer Autobiografie Privatsache, die in ihrem 60. Lebensjahr erschien, veröffentlichte sie eine Sammlung episodischer privater Erlebnisberichte und essayistische Darstellungen zu politischen und journalistischen Themen. Die Kapitel haben meist knappe substantivische Überschriften wie „Der Sinn“, „Die 68er“, „Die Pose“, „Neonazi Michael Kühnen“, „Wider den Zeitgeist“, „Eine Frage der Ehre“. Eva Fischl resümiert: „Sie geht ungeschminkt mit dem Journalismus von heute ins Gericht und verrät darüber auch persönliche Niederlagen.“ Kernstück des Buches sind nach Meinung von Stefan Corssen eine Reihe Essays, die in den Text eingewoben sind, Schulaufsätze bis hin zu Zukunftsvisionen.

## Privates
Gabriele Krone-Schmalz war seit 1983 bis zu seinem Tod 2021 mit Lothar Schmalz, dem Leiter einer Baufirma, verheiratet, mit dem sie im spanischen Moraira eine Ferienanlage aufbaute, die sie jetzt noch weiter betreibt.

## Mitgliedschaften
- Krone-Schmalz war seit Dezember 2000 bis zu dessen Auflösung 2022/2023 Mitglied des Petersburger Dialogs.[86]
- Seit einigen Jahren engagiert sie sich für HIV-infizierte Waisenkinder in Sankt Petersburg im Verein Hilfe für HIV-Waisenkinder e. V.[87][88]
- Außerdem ist sie Mitglied im PEN-Zentrum Deutschland.[89]
- 2021 bis 2022: Ehrenkuratorin des Deutsch-Russischen Forums e. V.[90] bis zur Aussetzung des Kuratoriums in Folge des russischen Überfalls auf die Ukraine 2022

## Preise und Auszeichnungen
- 1986: Drexel-Preis[91] für Monitor
- 1987: Adolf-Grimme-Preis,[91] Live Sonderpreis mit Silber für die Ausgabe Vorsicht Atomfachleute von Drei vor Mitternacht (zusammen mit Elke Hockerts-Werner und Helga Märthesheimer)
- 1989: Deutscher Kritikerpreis[91][92] für Kraftakte – Frauenalltag in der Sowjetunion, 45-Min.-Film in der ARD
- 1990: Goldener Gong für KGB-Verbrechen und Glasnost, 45-Min.-Film in der ARD
- 1997: Hildegard-von-Bingen-Preis für Publizistik[93][91]
- 1997: Waldschmidt-Preis für Verdienst um die bayrische Waldheimat[94]
- 1997: Verleihung des Bundesverdienstkreuzes 1. Klasse[91] für „die Qualität der Fernsehberichterstattung“
- 2008: Puschkin-Medaille „in Anerkennung ihres Beitrages zur Festigung der Freundschaft und Zusammenarbeit zwischen Russland und Deutschland.“[95]

## Veröffentlichungen (Auswahl)
- [Gaby Krone:] Vom Kiever Reich zum Kalten Krieg: Vorstellungen von Russen und Russland im Schulfunk nach 1945 beim Westdeutschen, Norddeutschen und Bayerischen Rundfunk sowie Radio Bremen, DNB 780833228. Dissertation. Köln 1977.

### Bücher
- In Wahrheit sind wir stärker. Frauenalltag in der Sowjetunion. Econ-Verlag, Düsseldorf/Wien/New York 1990, ISBN 3-430-15699-8; Fischer-Taschenbuch-Verlag, Frankfurt 1991, ISBN 3-596-10751-2; Aktualisierte und erweiterte Neuauflage 1998, ISBN 3-612-26500-8.
- …an Rußland muß man einfach glauben. Meine Moskauer Jahre. Econ-Verlag, Düsseldorf [u. a.] 1991, ISBN 3-430-15700-5; erweiterte und aktualisierte Ausgabe: ebd. 1992, ISBN 3-430-15702-1; Econ-Taschenbuch-Verlag, Düsseldorf 1992, ISBN 3-612-26012-X. (Platz 1 der Spiegel-Bestsellerliste vom 11. bis zum 17. November und vom 25. November bis zum 1. Dezember 1991)
- Rußland wird nicht untergehen… Econ-Verlag, Düsseldorf [u. a.] 1991, ISBN 3-430-15697-1; aktualisierte und überarbeitete Ausgabe: Fischer-Taschenbuch-Verlag, Frankfurt 1994, ISBN 3-596-12614-2.
- (Hrsg.): Von der russischen Seele. Impressionen von Puschkin bis Jerofejew. Econ-Verlag, Düsseldorf [u. a.] 1994, ISBN 3-430-15703-X; Econ-Taschenbuch-Verlag, Düsseldorf 1996, ISBN 3-612-27263-2.
- Jetzt mal ehrlich. Ein offenes Wort über Deutschland. Econ, Düsseldorf 1996, ISBN 3-430-15697-1.
- Wir können es schaffen. Anstiftung zum Neuanfang in Deutschland. Econ, Düsseldorf/München 1997, ISBN 3-430-15706-4.
- Straße der Wölfe. Zwei junge Frauen erleben Rußland in den 30er Jahren. Kiepenheuer und Witsch, Köln 1999, ISBN 3-462-02839-1; Bastei Lübbe, Bergisch Gladbach 2001, ISBN 3-404-60496-2.
- Was passiert in Russland? Herbig, München 2007, ISBN 978-3-7766-2525-7.
- Privatsache. Herbig, München 2009, ISBN 978-3-7766-2609-4 (Autobiografie).
- Russland verstehen. Der Kampf um die Ukraine und die Arroganz des Westens, C. H. Beck 2015. 176 S.: mit 2 Karten. Klappenbroschur ISBN 978-3-406-67525-6.
- Eiszeit. Wie Russland dämonisiert wird und warum das so gefährlich ist. C. H. Beck, München 2017, ISBN 978-3-406-71412-2.
- Respekt geht anders. Betrachtungen über unser zerstrittenes Land. C. H. Beck, München 2020, ISBN 978-3-406-75486-9.
- Russland verstehen? Der Kampf um die Ukraine und die Arroganz des Westens. Erweiterte Neuausgabe 2023, Westend Verlag, Frankfurt am Main 2023, ISBN 978-3-86489-334-6.

### Beiträge
- Vorwort zu Russlandbilder – Deutschlandbilder. Hrsg. von der Robert-Bosch-Stiftung. Hohenheim-Verlag, Stuttgart/Leipzig 2003, ISBN 3-89850-101-9.
- Michail Gorbatschow hat Russland revolutioniert und die Welt friedlicher gemacht. Ich hoffe, westliche Politiker finden eine Möglichkeit, ihm die letzte Ehre zu erweisen. In: Die Weltwoche vom 31. August 2022.
- Sicherheitsdilemma – Russlandexpertin Gabriele Krone-Schmalz über die Hintergründe des Ukrainekrieges. In: DUZ Magazin 3/2022. 18. März 2022

### Filmdokumentationen
- Kraftakte – Frauenalltag in der Sowjetunion
- KGB-Verbrechen und Glasnost

Es gibt zahlreiche weitere Veröffentlichungen von Krone-Schmalz, insbesondere zu Themen, die sich auf die Sowjetunion bzw. Russland beziehen.